# José Abelardo Quiñones Gonzales
José Abelardo Quiñones Gonzáles (Pimentel, Peru, 22. travnja 1914. – Quebrada Seca, Ekvador, 23. srpnja 1941.) je bio peruanski vojni pilot i nacionalni heroj. Žrtvovao je svoj život tijekom bitke kod Zarimille u ekvadorsko-peruanskom ratu. 
Quinones je bio pilot u 41. eskadrili peruanskog ratnog zrakoplovstva, koja je sudjelovala u bombardiranju na Quebrada Secu 22. travnja 1941., a oboren je od strane ekvadorskog protuzrakoplovnog streljaštva. Kako nije imao vremena aktivirati sigurnosni padobran, žrtvovao je svoj život tako što se obrušio zrakoplovom na ekvadorsku artiljerijsku jedinicu.
10. svibnja 1966. proglašen je narodnim herojem u Peruu, a njegov lik se nalazi i na novčanici od 10 novih sola.